# Gianni Scalia
Giovanni Scalia, detto Gianni (Padova, 1928 – Bologna, 6 novembre 2016), è stato un critico letterario italiano.

## Biografia
Docente di letteratura italiana presso l'Università di Siena, ha partecipato attivamente a riviste e iniziative politico-culturali e letterarie, tra cui Officina,  con Pier Paolo Pasolini, Roberto Roversi, Francesco Leonetti, Angelo Romanò e Franco Fortini, Le Porte, con Roberto Roversi, e In forma di parole, da lui fondata e diretta dal 1980 fino al 2014.
Nel 1977 con Roberto Roversi, Pietro Bonfiglioli e Federico Stame, fondò la rivista Il cerchio di gesso.

## Opere principali
- (con Alberto Caracciolo), La città futura. Saggi sulla figura e il pensiero di Antonio Gramsci, Milano, Feltrinelli, 1959
- Critica, letteratura, ideologia, Venezia, Marsilio, 1968.
- (con Roberto Roversi), Pier Paolo Pasolini e il setaccio: 1942-1943, Bologna, Cappelli Editore, 1977
- La mania della verità. Dialogo con Pier Paolo Pasolini, Bologna, Cappelli, 1978. (Nuova edizione a cura di Pasquale Alferj, Riccardo Corsi, Simone Massa, Pesaro, Portatori d'acqua, 2020).
- De anarchia: attorno al '68: Poesia, Follia, Rivoluzione, Roma, Savelli, 1978.
- Signor Capitale e Signora Letteratura, Bari, Dedalo, 1980.
- A conti fatti: avanguardie, marxismi, letteratura, Padova, Il Poligrafo, 1992.
- Fuori e dentro la letteratura. Stranieri e italiani, Bologna, Pendragon, 2004.

### Volumi curati
- La cultura italiana del '900 attraverso le riviste, vol. IV, "Lacerba", "La Voce" (1914-1916), a cura di Gianni Scalia, Torino, Einaudi, 1961.
- L'Illuminismo. Storia della critica, a cura di Gianni Scalia, Palermo, Palumbo, 1966.
- Illuminismo e riforme nell'Italia del Settecento,  a cura di Gianni Scalia, Bologna, Zanichelli, 1970.
- Pasolini e Bologna,  a cura di Davide Ferrari e Gianni Scalia, Bologna, Pendragon, 1998.

### Edizioni curate
- Francesco De Sanctis, Scritti critici, a cura di Gianni Scalia, Milano, Rizzoli, 1966.
- Pietro Verri, Diario militare, a cura di Gianni Scalia,  Bologna, Cappelli, 1967.
- Ludovico Ariosto, Lettere dalla Garfagnana, a cura di Gianni Scalia,  Bologna, Cappelli, 1977.